# 5042 Colpa
Az 5042 Colpa (ideiglenes jelöléssel 1974 ME) a Naprendszer kisbolygóövében található aszteroida. Felix Aguilar Observatory fedezte fel 1974. június 20-án.